# Xã Roark, Quận Gasconade, Missouri
Xã Roark (tiếng Anh: Roark Township) là một xã thuộc quận Gasconade, tiểu bang Missouri, Hoa Kỳ. Năm 2010, dân số của xã này là 3.774 người.